# Сен Бартелеми
Сент Бартелеми (фр. Saint-Barthélemy), негде превођен и као Свети Бартоломеј, острво је у Малим Антилима. Острво је под суверенитетом Француске и припада Француским прекоморским територијама. Од фебруара 2007, острво има статус прекоморског колективитета (collectivité d'outre-mer). 
Свети Бартоломеј има површину од 25 km² и 9.035 становника. Густина насељености је 361,4 становника по km². Готово све становништво је пореклом из Нормандије и Бретање. 
Острво је део Европске уније. Званична валута је евро. Главна привредна активност је луксузни туризам.

## Историја
Острво Сент Бартелеми је 1493. открио Кристифор Колумбо и назвао по имену свога брата. Француски досељеници су се 1648. населили на острво. Краљ Луј XVI је 1785. острво предао Швеђанима у замену за трговинска права у Гетеборгу. Главни град острва, Густавија, име је добило по шведском краљу Густаву III. Град је просперирао као трговачка лука, док није уништен у пожару 1852. 
Дана 10. августа 1877, Француска је откупила назад острво за 80.000 франака.

## Занимљивости
- Ежени Бланшар најстарија особа на свету (114 година) цео свој живот провела је на Сент Бартелемију.

## Галерија
- Бродска лука у Густавији
- Незванична застава острва
- Мапа острва